# Ligne 16 du tramway d'Anvers
Pour les articles homonymes, voir Ligne 16.
La ligne 16 du tramway d'Anvers est une ligne, supprimée en 1964, du tramway d'Anvers en Belgique.

## Histoire
1925 : mise en service comme renfort de la ligne 11 entre le dépôt de Groenenhoek et la Rooseveltplaats.
1930 : extension du dépôt de Groenenhoek vers l'aéroport à Deurne et extension de la Rooseveltplaats vers le Melkmarkt.
31 décembre 1964 : suppression et remplacement par un autobus sous le même indice.